# Thermopsideae
Thermopsideae Yakovlev, 1972 è una tribù di piante della famiglia delle Fabacee (sottofamiglia Faboideae).

## Tassonomia
Le Thermopsideae fanno parte del ‘clade genistoide’, un raggruppamento monofiletico che include Genisteae, Brongniartieae, Crotalarieae, Euchresteae, Podalyrieae e Sophoreae s.s..
L'International Legume Database & Information Service (ILDIS) assegna alla tribù i seguenti generi:
- Ammopiptanthus S.H.Cheng (2 specie)
- Anagyris L. (1 sp.)
- Baptisia Vent. (24-25 spp.)
- Pickeringia Nutt. (1 sp.)
- Piptanthus Sweet (3 spp.)
- Thermopsis R.Br. (29 spp.)